# Attacus incerta
Attacus incerta är en fjärilsart som beskrevs av Eugène Louis Bouvier 1936. Attacus incerta ingår i släktet Attacus och familjen påfågelsspinnare. Inga underarter finns listade i Catalogue of Life.